# Hiperboloid
Hiperboloid je ploha drugoga reda (kvadrika) sa središtem i trima osima simetrije. Dvije su osnove vrste: jednoplohi hiperboloid s najjednostavnijom jednadžbom u Kartezijevim koordinatama: 
{\displaystyle {x^{2} \over a^{2}}+{y^{2} \over b^{2}}-{z^{2} \over c^{2}}=1}
i dvoplohi hiperboloid s jednadžbom:
{\displaystyle {x^{2} \over a^{2}}+{y^{2} \over b^{2}}-{z^{2} \over c^{2}}=-1}
Presjeci hiperboloida s ravninama paralelnima s po dvjema osima jesu elipse ili hiperbole. Jednoplohi hiperboloid je pravčasta ploha s dvama sustavima pravčastih izvodnica. Rotacijski hiperboloid nastaje vrtnjom (rotacijom) hiperbole oko njezine imaginarne (jednoplohi), odnosno realne osi (dvoplohi).